# Helle Vrønning Dam
Helle Vrønning Dam (geb. 1962) ist eine dänische Sprachwissenschaftlerin. Sie lehrt als Universitätsprofessorin für Übersetzen und Dolmetschen am Institut für Business Communication der Universität Aarhus.

## Leistungen
Im Jahr 1990 schloss sie ihr Master Studium an der Aarhus School of Business mit einem Master in Spanish for specialized purposes, translation and interpreting ab. Sechs Jahre später erlangte sie – ebenfalls an der Aarhus School of Business – ihre Doktorwürde mit der Dissertation Tekstkondensering i foredragstolkning : formel og sproglig analyse på grundlag af spansk-danske tolkninger.
Zwischen 1991 und 1995 war sie wissenschaftliche Mitarbeiterin in der spanischen Abteilung der Aarhus School of Business und fungierte schließlich von 1995 bis 2001 als Ansprechpartnerin für Austauschprogramme zwischen ihrer Hochschule und Spanien. Weiterhin arbeitete sie an ihrer Fakultät u. a. in einem Studienkomitee für Postgraduierten-Programme sowie in einem Forschungskomitee mit. Im Jahr 2004 war sie zwischen Juni und September für kurze Zeit Dekanin ihrer Fakultät und übernahm von 2005 bis 2011 schließlich die Leitung des Department of Language and Business Communication.
In ihrer Forschungstätigkeit setzt sich Helle Vrønning Dam mit Themen und Fragestellungen auseinander, die sowohl für Übersetzer als auch für Dolmetscher relevant sind. Sie ist Mitglied der CIUTI und nimmt regelmäßig an verschiedenen Konferenzen und Kongressen als Gast und Rednerin teil. Zudem setzt sie sich für eine bessere internationale Zusammenarbeit in Bezug auf Programme für Doktoranden der Übersetzungswissenschaft ein.

## Publikationen (Auswahl)
- Conference Interpreters – the stars of the translation profession? A study of the occupational status of Danish EU interpreters as compared to Danish EU translators. In: Interpreting. 15, Nr. 2, 2013, ISSN 1384-6647, S. 229–259 (online).
- Translators in international organizations: a special breed of high-status professionals? Danish EU translators as a case in point. In: Translation and Interpreting Studies. 7, Nr. 2, 2012, ISSN 1932-2798, S. 212–233 (online).
- Translator status – helpers and opponents in the ongoing battle of an emerging profession. In: Target. 22, Nr. 2, 2010, ISSN 0924-1884, S. 194–211 (online).
- Translators and (lack of) power. A study of Danish company translators' occupational status. In: Language at Work. Nr. 6, 2009, ISSN 1902-0465, (online).
- Who said low status? A study on factors affecting the perception of translator status. In: Journal of Specialised Translation. Nr. 12, 2009, ISSN 1740-357X, S. 2–36 (online).
- Tekstkondensering i foredragstolkning: formel og sproglig analyse på grundlag af spansk-danske tolkninger. Ph.d-afhandling. Universität Aarhus, Aarhus 1995 (Dissertation).